# Landkreis Grafschaft Bentheim
Grafschaft Bentheim is sinds 1888 een Landkreis in de Duitse deelstaat Nedersaksen, gelegen in het zuidwesten van Nedersaksen aan de Nederlandse grens bij Overijssel en Drenthe. De Kreisstadt van Grafschaft Bentheim is Nordhorn. 
De Landkreis telt 137.891 inwoners (31 december 2020) op een oppervlakte van 981,79 km². Op 31 december 2020 had 16,25% van de inwoners een niet-Duits staatsburgerschap (22.410 niet-Duitsers) en hadden 9.840 inwoners het Nederlandse staatsburgerschap. Het gebied bestaat uit de regio's Niedergrafschaft, Nordhorn en Obergrafschaft.

## Cultuur
De "Grafschaft", zoals het gebied in Duitsland vaak kortweg wordt genoemd, wijkt in cultureel opzicht sterk af van de rest van Duitsland. Dit heeft vooral te maken met de eeuwenlange hechte band en de grote invloed van de Republiek der Zeven Verenigde Nederlanden op het gebied, zowel op taalkundig als godsdienstig vlak. Het gebied staat dan ook bekend als das niedersächsische Holland (het Holland van Nedersaksen).

### Godsdienst
Sinds de Reformatie in de 16e eeuw, toen het gebied nog toebehoorde aan het graafschap Bentheim, is het protestantisme de dominerende godsdienst. Een verschil met de rest van Duitsland is dat de protestantse kerken hier niet luthers zijn, maar calvinistisch, net als in Nederland. De oorzaak daarvan ligt in het feit dat de graaf van Bentheim in 1588 calvinistisch werd en vele onderdanen met hem meegingen. In 1668 besloot een nakomeling van hem, graaf Ernst Wilhelm, weer katholiek te worden, onder druk van de Munsterse bisschop Bernard von Galen ('Bommen Berend'). Dit leidde tot onenigheid met de calvinisten, die met de Overeenkomst van Den Haag in 1701 opgelost werd. Sinds de 17e eeuw is de grootste kerk in het gebied de Evangelisch-reformierte Kirche, vergelijkbaar met de Nederlandse Hervormde Kerk (nu Protestantse Kerk in Nederland). Deze kerk is onderdeel van de grote protestantse Evangelische Kerk in Duitsland (EKD). Daarnaast is in de 19de eeuw de Evangelisch-altreformierte Kirche in Niedersachsen ontstaan, een afscheidingskerk vergelijkbaar met de Gereformeerde Kerken in Nederland. De altreformierten zijn niet aangesloten bij de EKD en vormen een zogenoemde 'vrije kerk' (Freikirche). Deze kerken zoeken anno 2008 weer toenadering.
Bij de volkstelling van 1888 had Grafschaft Bentheim 20.501 inwoners, waarvan er 74% reformiert en 6% altreformiert waren, tegenover 17% katholieken en slechts 2,6% lutheranen. Deze verhoudingen bleven min of meer bestaan tot het einde van de Tweede Wereldoorlog, toen er zich als gevolg van de verdrijving van miljoenen Duitsers uit Oost-Europa veel immigranten in Grafschaft Bentheim vestigden, die grotendeels luthers en katholiek waren. Bij de laatste volkstelling in 1987 verklaarden van de 116.000 Grafschafters zich nog 46% hervormd en 5% gereformeerd, tegenover 30% katholiek, 17% luthers en 2% andersgezind (vooral hernhutters en baptisten) of onkerkelijk. Opmerkelijk hierbij was het bijzonder lage aandeel onkerkelijken, dat elders in Duitsland in 1987 al een aanzienlijk percentage vormde. Wegens de vele vrome christenen wordt Bentheim ook wel spottend het Naturschutzgebiet Gottes (godsdienstreservaat) genoemd. Volgens de meest recente cijfers is het aandeel onkerkelijken overigens wel fors gestegen. In februari 2006 telde Bentheim volgens de gemeentelijke statistieken 37% reformierten en 4% altreformierten, tegenover 26% katholieken, 16% lutheranen en 17% anders- en niet-gelovigen.
De kerkelijke contacten met Nederland zijn nog altijd zeer hecht. De altreformierten sloten zich begin 20e eeuw aan bij de Gereformeerde Kerken in Nederland en zijn sinds 2004 onderdeel van de Protestantse Kerk in Nederland. Op 1 januari 2007 sloten ook de reformierte en altreformierte kerken een samenwerkingsverdrag.

### Taal
De vanouds door de bevolking van het gebied gesproken taal is het Groafschupper Platt (de spelling varieert), de overkoepelende benaming voor de Nedersaksische dialecten die binnen de Grafschaft gesproken worden. Het Groafschupper Platt, dat zowel beïnvloed als grotendeels verdrongen is door het Hoogduits, is in de eerste plaats verwant aan de aangrenzende Nedersaksische dialecten in Nederland en Duitsland – in het bijzonder aan het Sallands in het Overijsselse Vechtdal (grenzend aan Niedergrafschaft) en het Twents in Twente (voornamelijk grenzend aan Obergrafschaft). Ook met het Standaardnederlands vertoont het Groafschupper Platt overeenkomsten en het is erdoor beïnvloed. Van het Hoogduits staat het Groafschupper Platt – zoals alle Platduitse dialecten – verder af.
Mede onder invloed van het calvinisme en de godsdienstige banden met Nederland die daaruit voortvloeiden, werd tot aan het einde van de 19e eeuw naast het Groafschupper Platt ook Nederlands gesproken. Eeuwenlang was niet Hoogduits maar Nederlands de door de overheid gehanteerde standaardtaal. Nadat het graafschap Bentheim in 1805 zijn onafhankelijkheid verloren had, ging het Hoogduits geleidelijk de rol van standaardtaal overnemen. In 1853 werd het Nederlands op school afgeschaft en tegen het einde van de eeuw ook in het lokale bestuur.
In de kerk bleef het Nederlands echter een grote rol spelen. In de reformierte kerken werd het Nederlands in de 17e eeuw als kerktaal ingevoerd en bleef dat tot eind 19e eeuw. De Bentheimer Kerkorde van 1709 is eveneens in het Nederlands geschreven. Deze werd pas in 1965 vervangen.
In de altreformierte kerken bleef men, ondanks de verduitsing van het openbaar leven, vasthouden aan het Nederlands. Pas in 1936 werd het Nederlands van de ene op de andere dag door de nazi's verboden. In een aantal kerken werd het Nederlands na de Tweede Wereldoorlog heringevoerd, hoewel de contacten met Nederland door de oorlog sterk verslechterd waren. Pas rond 1970 ging men overal over op het Duits, hoewel er soms nog steeds Nederlandse diensten worden gehouden. Ook worden er diensten in Groafschopper Platt en gezamenlijke Nedersaksischtalige diensten met Twente gehouden.
De invloed van het Nedersaksisch dan wel het Nederlands komt tot uiting in plaatsnamen (bijvoorbeeld Hoogstede), straatnamen, achternamen en zelfs voornamen.

### Nederlandse immigratie
Sinds eind jaren negentig vindt er een vrij grootschalige migratie plaats van Nederlanders naar Grafschaft Bentheim, voornamelijk uit Twente maar ook uit Salland en Drenthe. Belangrijkste redenen om te verhuizen zijn de lagere grond- en huizenprijzen, grotere percelen en meer rust. Op 31 december 2007 had 6,4% van de bevolking in de Graafschap Bentheim de Nederlandse nationaliteit, 2,5 keer zoveel als eind jaren negentig. Op 31 december 2020 was het percentage inwoners met de Nederlandse nationaliteit gestegen naar 7,14%.

## Verkeer en vervoer
Door het graafschap loopt een tweetal snelwegen die elkaar kruisen in de buurt van Bad Bentheim: in het oosten de A31 Emslinie, in het zuiden de A30. De belangrijkste verbinding binnen het graafschap is de B403, die van noordwest naar zuidoost loopt en alle plaatsen van betekenis met elkaar verbindt.
Naast de internationale spoorlijn door Bad Bentheim heeft het graafschap een eigen regionaal spoorwegbedrijf, de Bentheimer Eisenbahn. Er loopt onder andere een spoorlijn tot aan Coevorden, maar er rijden daar enkel goederentreinen. Tussen Bad Bentheim en Neuenhaus is het reizigersvervoer in 2019 gereactiveerd. De Bentheimer Eisenbahn is voorts de exploitant van de busdiensten. Dit betreft voornamelijk scholierenvervoer.
Hoewel het Grafschaft in het noordwesten als een soort schiereiland in Nederland ligt was er lange tijd geen openbaar vervoer naar bijvoorbeeld Coevorden of Schoonebeek. Deze verbindingen zijn wel geprobeerd, maar de lijndiensten zijn vanwege gebrek aan belangstelling opgeheven. In 2019 werd opnieuw een verbinding ingesteld, een belbus tussen Emlichheim en Coevorden. Als men van Zuidoost-Drenthe naar Noordoost-Overijssel wil rijden is men met de auto sneller als men dwars door het graafschap rijdt in plaats van via de omweg door Nederland.
In de zomermaanden rijdt een speciale "fietsenbus". Voor de gelegenheid wordt een lijnbus (lijn 100 van Emlichheim en Nordhorn naar Bad Bentheim) verlengd met een speciale aanhanger voor fietsen. De bus rijdt ieder uur. Rondom de Fietsenbus is een stelsel van fietsroutes voorzien, met uitgebreide voorzieningen zoals schuilhutten. Verder staat er een aantal paddenstoelen van de ANWB die duiden op overlap met het Nederlandse netwerk van fietspaden.

## Steden en gemeenten
In de Graafschap Bentheim zijn de gemeenten in twee categorieën ingedeeld. De eenheidsgemeenten en de Samtgemeinden. De laatste zijn een vorm van intergemeentelijke samenwerking, daar deze bestaan uit een aantal autonome gemeenten die een aantal gemeentelijke taken gezamenlijk uitvoeren. Vaak zijn dit kleine of dunbevolkte gemeenten. Eenheidsgemeenten vervullen alle gemeentelijke taken voor zichzelf. Vergelijk de Franse intercommunalité waarvoor hetzelfde principe geldt.
| Eenheidsgemeenten                                         | Samtgemeinden |
| --------------------------------------------------------- | --- |
| 1. Bad Bentheim (stad) 2. Nordhorn (stad) 3. Wietmarschen | - Samtgemeinde Emlichheim 1. Emlichheim* 2. Hoogstede 3. Laar 4. Ringe - Samtgemeinde Neuenhaus 1. Esche 2. Georgsdorf 3. Lage 4. Neuenhaus* (stad) 5. Osterwald - Samtgemeinde Schüttorf 1. Engden 2. Isterberg 3. Ohne 4. Quendorf 5. Samern 6. Schüttorf* (stad) - Samtgemeinde Uelsen 1. Getelo 2. Gölenkamp 3. Halle bei Neuenhaus 4. Itterbeck 5. Uelsen* 6. Wielen 7. Wilsum |

* Bestuurscentrum van de Samtgemeindeverwaltung.

## Bonte Bentheimer
De geschiedenis van het Bunte Bentheimervarken begint halverwege de 19e eeuw. Vroeger waren in Duitsland de boerinnen verantwoordelijk voor de varkens. Naast het witte Landras hielden ze van kleurrijke en gevlekte rassen. De Bonte Bentheimer was een vruchtbaar, zuinig, stressbestendig en niet veeleisend varkensras met goede moedereigenschappen. De biggen waren als gevolg van de goede kwaliteit van het vlees goed af te zetten op de markt.
De jaren '50 vormden het hoogtepunt van de Bonte Bentheimer. De gemakkelijk en goedkoop te houden en vruchtbare dieren leverden vlees van uitstekende kwaliteit, dat na de oorlogstijd zeer gewild was. Het ras werd officieel opgenomen in een nationaal stamboek.
Met de komst van het "Wirtschaftswunder" in Duitsland veranderden de gewoonten van consumenten. Mager vlees werd gevraagd en daardoor verloor de Bonte Bentheimer zijn populariteit. Het aantal fokkers van Bonte Bentheimers daalde sterk. Uiteindelijk hield alleen de fokker Gerhard Schulte-Bernd uit Isterberg in het graafschap Bentheim zich intensief met dit ras bezig. Hij probeerde jarenlang om de autoriteiten en de boeren van een gecoördineerde verdere veredeling en marketing te overtuigen. In de jaren '90 hield hij vrijwel de gehele resterende populatie van de Bonte Bentheimer. Met slechts ongeveer 100 fokdieren in Duitsland was dit ras zeer bedreigd. De volhardendheid van Schulte-Bernd, de terugkeer naar de versterking van de regionale cultuur inclusief vee leiden nu tot een renaissance van dit oude ras.

## Bevolkingsontwikkeling
| Datum      |               | Inwoners |        | Buitenlanders | Buitenlanders | Buitenlanders | Buitenlanders |
| Datum      | Totaal        | Inwoners | %      |               | Nederlanders  |               |               |
| ---------- | ------------- | -------- | ------ | ------------- | ------------- | ------------- | ------------- |
| 31.12.2022 |               | 141.269  |        |               |               |               |               |
| 31.12.2021 | 138.722       | 23.650   | 17,05% | 9.850         |               |               |               |
| 31.12.2020 | 137.891       | 22.410   | 16,25% | 9.840         |               |               |               |
| 31.12.2019 | 137.162       | 22.030   | 16,06% | 9.915         |               |               |               |
| 31.12.2018 | 136.511       | 21.550   | 15,79% | 9.900         |               |               |               |
| 31.12.2017 | 135.859       | 21.140   | 15,56% | 10.015        |               |               |               |
| 31.12.2016 | 135.770       | 21.015   | 15,48% | 10.130        |               |               |               |
| 31.12.2015 | 135.662       | 19.829   | 14,62% | 10.049        |               |               |               |
| 31.12.2014 | 134.329       | 18.091   | 13,47% | 9.985         |               |               |               |
| 31.12.2013 | 133.678       | 17.303   | 12,94% | 9.987         |               |               |               |
| 31.12.2012 | 133.652       | 16.768   | 12,55% | 9.923         |               |               |               |
| 31.12.2011 | 133.400       | 16.218   | 12,16% | 9.897         |               |               |               |
| 31.12.2010 | 135.047       | 15.786   | 11,69% | 9.704         |               |               |               |
| 31.12.2009 | 135.346       | 15.678   | 11,58% | 9.489         |               |               |               |
| 31.12.2008 | 135.508       | 15.398   | 11,36% | 9.252         |               |               |               |
| 31.12.2007 | 135.270       | 14.593   | 10,79% | 8.590         |               |               |               |
| 31.12.2006 | 134.840       | 14.052   | 10,42% | 8.083         |               |               |               |
| 31.12.2005 | 134.442       | 13.305   | 9,9%   | 7.414         |               |               |               |
| 31.12.2004 | 133.903       | 12.538   | 9,36%  | 6.750         |               |               |               |
| 31.12.2003 | 132.975       | 11.780   | 8,86%  | 6.072         |               |               |               |
| 31.12.2002 | 132.254       | 10.940   | 8,27%  | 5.245         |               |               |               |
| 31.12.2001 | 131.086       | 9.977    | 7,61%  | 4.265         |               |               |               |
| 31.12.2000 | 129.759       | 9.302    | 7,17%  | 3.701         |               |               |               |
| 31.12.1999 | 128.995       | 9.372    | 7,27%  | 3.548         |               |               |               |
| 31.12.1998 | 128.123       | 9.032    | 7,05%  | 3.454         |               |               |               |
| 31.12.1997 | 127.470       | 9.134    | 7,17%  | 3.481         |               |               |               |
| 31.12.1996 | 126.676       | 9.119    | 7,2%   | 3.483         |               |               |               |
| 31.12.1995 | 125.721       | 9.051    | 7,2%   | 3.455         |               |               |               |
| 31.12.1994 | 124.349       | 8.934    | 7,18%  | 3.559         |               |               |               |
| 31.12.1993 | 123.152       | 8.884    | 7,21%  | 3.660         |               |               |               |
| 31.12.1992 | 122.215       | 8.900    | 7,28%  | 3.753         |               |               |               |
| 31.12.1991 | 120.578       | 8.163    | 6,77%  | 3.850         |               |               |               |
| 31.12.1990 | 119.485       | 7.843    | 6,56%  | 3.879         |               |               |               |
| 31.12.1989 | 118.253       |          |        |               |               |               |               |
| 31.12.1988 | 117.512       |          |        |               |               |               |               |
| 31.12.1987 | 117.259       | 7.286    | 6,21%  |               |               |               |               |
| 31.12.1986 | 116.749       | 7.291    | 6,25%  |               |               |               |               |
| 31.12.1985 | 116.544       | 7.178    | 6,16%  |               |               |               |               |
| 31.12.1984 | 116.382       | 7.235    | 6,22%  |               |               |               |               |
| 31.12.1983 | 116.347       | 7.616    | 6,55%  |               |               |               |               |
| 31.12.1982 | 116.202       | 7.792    | 6,71%  |               |               |               |               |
| 31.12.1981 | 116.504       | 7.769    | 6,67%  |               |               |               |               |
| 31.12.1980 | 116.447       | 7.607    | 6,53%  |               |               |               |               |
| 31.12.1979 | 115.915       | 7.315    | 6,31%  |               |               |               |               |
| 31.12.1978 | 115.772       | 7.424    | 6,41%  |               |               |               |               |
| 31.12.1977 | 115.833       |          |        |               |               |               |               |
| 31.12.1976 | 115.937       |          |        |               |               |               |               |
| 31.12.1975 | 116.112       |          |        |               |               |               |               |
| 31.12.1974 | 116.311       |          |        |               |               |               |               |
| 31.12.1973 | 116.539       |          |        |               |               |               |               |
| 31.12.1972 | 116.129       |          |        |               |               |               |               |
| 31.12.1971 | 115.126       |          |        |               |               |               |               |
| 31.12.1970 | 114.182       |          |        |               |               |               |               |
| 31.12.1969 | 111.172       |          |        |               |               |               |               |
| 31.12.1968 | 110.283       |          |        |               |               |               |               |
| Datum      |               | Inwoners |        | Totaal        | %             |               | Nederlanders  |
| Datum      | Buitenlanders | Inwoners |        |               |               |               |               |

1. 1 2  Vanwege geheimhoudingsredenen (§ 16 Bundesstatistikgesetz) worden de statistieken van buitenlanders vanaf 2016 alleen nog maar afgerond weergegeven (veelvoud van vijf).